# Glädje utan Gud ej finnes
Glädje utan Gud ej finnes är en psalm med text skriven 1819 av Johan Olof Wallin och musik skriven 1688 eller av Brödraförsamlingen i Herrnhut efter 1735.

## Publicerad i
- Den svenska psalmboken 1986 som nr 561 under rubriken "Glädje – tacksamhet".
- Svensk psalmbok för den evangelisk-lutherska kyrkan i Finland (1986) som nr 386 under rubriken "Tro och trygghet" med melodi av Gustav Düben, 1674.